# Dinastia Hauteville

Blazonul familiei Hauteville

Dinastia de Hauteville (franceză: Maison de Hauteville, italiană: Casa d'Altavilla, siciliană: Casa d'Autavilla) a fost la origine o neînsemnată familie de baroni normanzi din regiunea Cotentin din Normandia, care a devenit proeminentă pe trei continente (Europa, Asia și Africa) în urma cuceririlor efectuate în spațiul mediteraneean, în principal în sudul Italiei și în Sicilia, ca și pe parcursul primelor cruciade, regiuni în care au întemeiat diferite state și formațiuni statale.

## Origini
Originile familiei își au rădăcinile de la vikingii normanzi care s-au stabilit în regiunea Normandia din secolul al X-lea. Ei provin din Hiallt, un normand stabilit în Peninsula Cotentin, care a întemeiat orașul Hialtus Villa (Hauteville), de la care întreaga familie își trage numele.
Primul personaj cunoscut al familiei Hauteville este Tancred de Hauteville. Până la moartea sa (survenită în jurul anului 1041), el a rămas un baron minor din Normandia. El avea 12 fii și cel puțin două fiice de pe urma celor două căsătorii ale sale, cu Muriel și cu Fressenda. Micul său patrimoniu nu putea să mulțumească dorința tuturor fiilor săi de a obține pământuri și glorie, astfel încât 8 dintre fiii săi au plecat în sudul Italiei pentru a-și găsi rostul.

## Italia de sud
Cei mai vârstnici dintre cei 12 frați, Guillaume și Drogo, au fost primii care au ajuns în sud în jurul anului 1035. Ei s-au distins imediat în luptele împotriva stăpânirilor bizantine din sudul Italiei, așa încât Guillaume a devenit conte de Apulia și de Calabria și senior de Ascoli, iar Drogo a fost numit senior de Venosa. În 1047, Drogo a primit confirmarea din partea împăratului romano-german Henric al III-lea, ca moștenitor al lui Guillaume și ca vasal al coroanei imperiale.
Un al treilea frate, Umfredo, a succedat lui Drogo și a obținut victoria asupra trupelor pontificale ale papei Leon al IX-lea în bătălia de la Civitate (unde papa însuși a fost luat prizonier), transformând familia Hauteville în cea mai mare putere din regiune.
Umfredo a fost succedat de un al patrulea frate, primul de pe urma căsătoriei lui Tancred de Hauteville cu cea de a doua soție a sa, Fressenda, numit Robert Guiscard. Robert este cel care a început cucerirea Siciliei, care va deveni regat abia 70 de ani mai târziu, și care a reluat confruntarea cu Bizanțul cu și mai mare vigoare. În 1059, Robert a fost numit duce de către papă și a fost învestit de către acesta cu încă necuceritul teritoriu al Siciliei, pe care Robert l-a concedat în 1071 celui mai tânăr dintre frați, Roger Bosso, cu titlul de conte. Urmașii lui Robert Guiscard, Boemund și Roger Borsa, s-au luptat între ei pentru obținerea succesiunii, timp în care Roger I a început să pună în umbră ramura din Apulia a familiei Hauteville. Roger a izbutit să unească elemente grecești, longobarde, normande și sarazine din Sicilia sub o stăpânire unică și a refuzat să permită disputelor și diferențierilor religioase să dăuneze cuceririlor sale. El a lăsat prin testament un stat puternic fiilor săi, Simon și Roger al II-lea. Acesta din urmă, după preluarea moștenirii fratelui său Simon în 1105, a început să lupte pentru unificarea tuturor domeniile familiei de Hauteville din sud, anume: Apulia și Calabria (aflate sub stăpânirea fiului lui Roger Borsa, Guillaume al II-lea) și principatul de Taranto (Tarent) (care îi fusese acordat lui Bohemund drept compensație pentru a fi fost deposedat de stăpânirea asupra Apuliei), alături de Sicilia care deja îi aparținea.

## Regatul Siciliei
La moartea lui Guillaume al II-lea din 1127, unificarea ducatului și comitatului a fost efectuată și intențiile lui Roger al II-lea pentru obținerea unei coroane prindeau contur. În ziua de Crăciun a anului 1130, Roger a primit de la antipapa Anacletus al II-lea avizul pentru înscăunarea deplină ca rege al Siciliei.
În deceniul următor, Roger a fost reținut multă vreme de numeroasele rebeliuni care aveau loc din partea principalilor săi vasali: Grimoald de Bari, Robert de Capua, Rainulf al II-lea de Alife, Sergiu de Neapole etc. În 1139, prin tratatul de la Mignano, Roger al II-lea a obținut recunoașterea regatului său și din partea suveranului pontif legitim. În același timp, prin acțiunile amiralului său, George de Antiohia, Roger și-a permis să pornească la cucerirea cetății Mahdia din Africa, luând titlul neoficial de "rege al Africii".
Fiul și succesorul lui Roger al II-lea, Guillaume "cel Rău", și-a căpătat acest supranume de pe urma lipsei sale de popularitate în rândul cronicarilor, care erau partizani ai revoltelor baronilor pe care Guillaume le-a suprimat. Domnia lui Guillaume s-a încheiat într-o stare de pace (1166), însă fiul său, Guillaume "cel Bun", era minor. Pe perioada regenței, care a durat până în anul 1172, regatul a cunoscut numeroase tulburări, însă regalitatea a reușit să obțină câștig de cauză, astfel încât domnia lui Guillaume al II-lea coincide cu o perioadă de două decenii de pace și prosperitate. Cu toate acestea, moartea sa fără moștenitori din 1189 a aruncat regatul într-o stare de haos.
Tancred de Lecce a obținut tronul, dar a trebuit să facă față răscoalei vărului său, Roger de Andria, precum și invaziei împăratului Henric al VI-lea de Hohenstaufen, care avea pretenții asupra regatului prin intermediul soției sale Constanța, fiică a lui Roger al II-lea însuși. Constanța și Henric au învins în cele din urmă, astfel încât regatul Siciliei a trecut în stăpânirea familiei de Hohenstaufen începând cu anul 1194.

## Cruciadele
Mai sus menționatul Bohemund a primit în 1088, drept consolare, principatul de Taranto (Tarent), ca parte din ducatul de Apulia care, potrivit testamentului tatălui său, Robert Guiscard, revenea fratelui lui Bohemund, Roger Borsa. Însă Bohemund nu a rămas pentru multă vreme în noul principal creat pentru sine, dat fiind că, în vreme ce asedia orașul Amalfi împreună cu unchiul și cu fratele său, s-a raliat unui grup de cruciați aflați în drum spre Palestina. Alături de el, în cruciadă s-a înrolat și un nepot al său, pe nume Tancred.
Bohemund s-a impus ca unul dintre liderii primei cruciade. După ce a contribuit decisiv la cucerirea Antiohiei, el nu a mai continuat marșul către Ierusalim, ci a rămas în orașul proaspăt cucerit, întemeind Principatul de Antiohia. La rândul său, Tancred s-a desprins de principalul grup al cruciaților la Heraclea Cybistra, pentru a se lupta pentru un teritoriu în provincia Cilicia. Din păcate pentru Bohemund, el nu a reușit să construiască un stat atât de puternic precum cele realizate de verii săi în sudul Italiei și în Sicilia, în special după grava înfrângere suferită din partea musulmanilor în bătălia de la Harran, ca și după semnarea acordului de la Devol cu împăratul bizantin Alexios I Comnen. Totuși, principatul Antiohiei a continuat să existe ca stat cruciat, fiind moștenit de către fiul său, Boemund al II-lea de Antiohia, iar apoi de fiica acestuia, Constanța, care a domnit până în 1163. În ansamblu, principatul Antiohiei își va continua existența până la anul 1268.
În privința principatului de Galileea, creat de către Tancred, acesta a fost confirmat de către Godefroy de Bouillon, însă Tancred l-a abandonat în anul 1101.

## Genealogie
Tancred de Hauteville și prima sa soție Muriel(la) au avut următorii descendenți:
- Guillaume, conte de Apulia (1042–1046)
- Drogo, conte de Apulia (1046–1051)
  - Richard, conte de Castellaneta
- Umfredo, conte de Apulia (1051–1057)
  - Abelard (d. 1081)
  - Herman, conte de Cannae (1081–1097)
- Geoffroi, conte de Capitanata (provincia Foggia) (d. 1071)
  - Robert, conte de Loritello (1061–1107)
    - Robert, conte de Loritello (1107–1137)
      - Guillaume, conte de Loritello (1137, d. ?)

  - Raul, conte de Catanzaro
  - Guillaume, conte de Tiriolo
  - Tancred
  - Drogo sau Tasso, conte de Chieti
- Sarlo (sau Serlo), moștenitor al fiefurilor din Normandia
  - Sarlo (d. 1072) căsătorit cu fiica lui Roger de Moulins, conte de Boiano.
    - Sarlo, din care provine familia marchizului Sarlo din Calabria
- Beatrix (d. 1101), căsătorită cu Armand de Mortain

Tancred de Hauteville a avut împreună cu a doua sa soție, Fressenda (sau Fedesenda) următorii copii:
- Robert Guiscard, conte (1057–1059), apoi duce de Apulia  (1059–1085)
  - Bohemund, principe de Taranto (1088–1111) și principe de Antiohia (1098–1111)
    - Bohemund, principe de Taranto (1111–1128) și principe de Antiohia (1111–1131)
      - Constanța, principesă de Antiohia (1131–1163)

  - Roger Borsa, duce de Apulia (1085–1111)
    - Guillaume, duce de Apulia (1111–1127)

  - Guy, duce de Amalfi și de Sorrento (d. 1107)
  - Robert Scalio (d. 1110)
  - Emma de Apulia
    - Tancred de Taranto (1072–1112), principe de Galileea
    - Guillaume
- Mauger, conte de Capitanata (1056–1059)
- Guillaume, conte al Principatului (1056–1080)
  - Richard de Salerno, regent în Comitatul de Edessa (1104–1108, d. 1114)
    - Roger de Salerno, regent în Principatul de Antiohia (1112–1119)
- Alberic (Aubrey, Alberad, Alvered, Alvred sau Alfred), rămas în Normandia
- Hubert (Humbert), rămas în Normandia
- Tancred, rămas în Normandia
- Roger Bosso, conte de Sicilia (1071–1101)
  - Iordan, conte de Siracusa (1091–1092)
  - Geoffroi, conte de Ragusa
  - Mauger, conte de Troina
  - Simon, conte de Sicilia (1101–1105)
  - Roger al II-lea al Siciliei, conte (1105–1130) și rege al Siciliei (1130–1154)
    - Roger, duce de Apulia (1134–1148)
      - Tancred, conte de Lecce și rege al Siciliei (1189–1194)
        - Roger al III-lea, rege al Siciliei (1193–1194)
        - Guillaume al III-lea, rege al Siciliei (1194)

      - Guillaume

    - Tancred, principe de Bari (1132–1138)
    - Alfons, principe de Capua (1135–1144)
    - Guillaume I "cel Rău", rege al Siciliei (1154–1166)
      - Roger, duce de Apulia (1154–1161)
      - Robert, principe de Capua (1155-1158)
      - Guillaume al II-lea "cel Bun", rege al Siciliei (1166–1189)
        - Bohemund, duce de Apulia (1182)

      - Henric, principe de Capua (1166–1172)

    - Henric
    - Simon, principe de Taranto (1128–1154)
    - Constanța, regină a Siciliei (1194–1198), căsătorită cu împăratul Henric al VI-lea de Hohenstaufen
      - Frederic I al Siciliei, rege al Siciliei (1198–1250)

  - Constanța, căsătorită cu Conrad al II-lea, rege al Germaniei și al Italiei
- Fressenda, căsătorită cu Richard I, conte de Aversa și principe de Capua

Rude a căror poziție în arborele genealogic nu poate fi stabilită:
- Tancred, conte de Siracusa (în jur de 1104)
- Simon, conte de Siracusa (în jur de 1162), posibil fiu al lui Roger al II-lea sau nepot de frate al lui Roger I.